# 新発田城

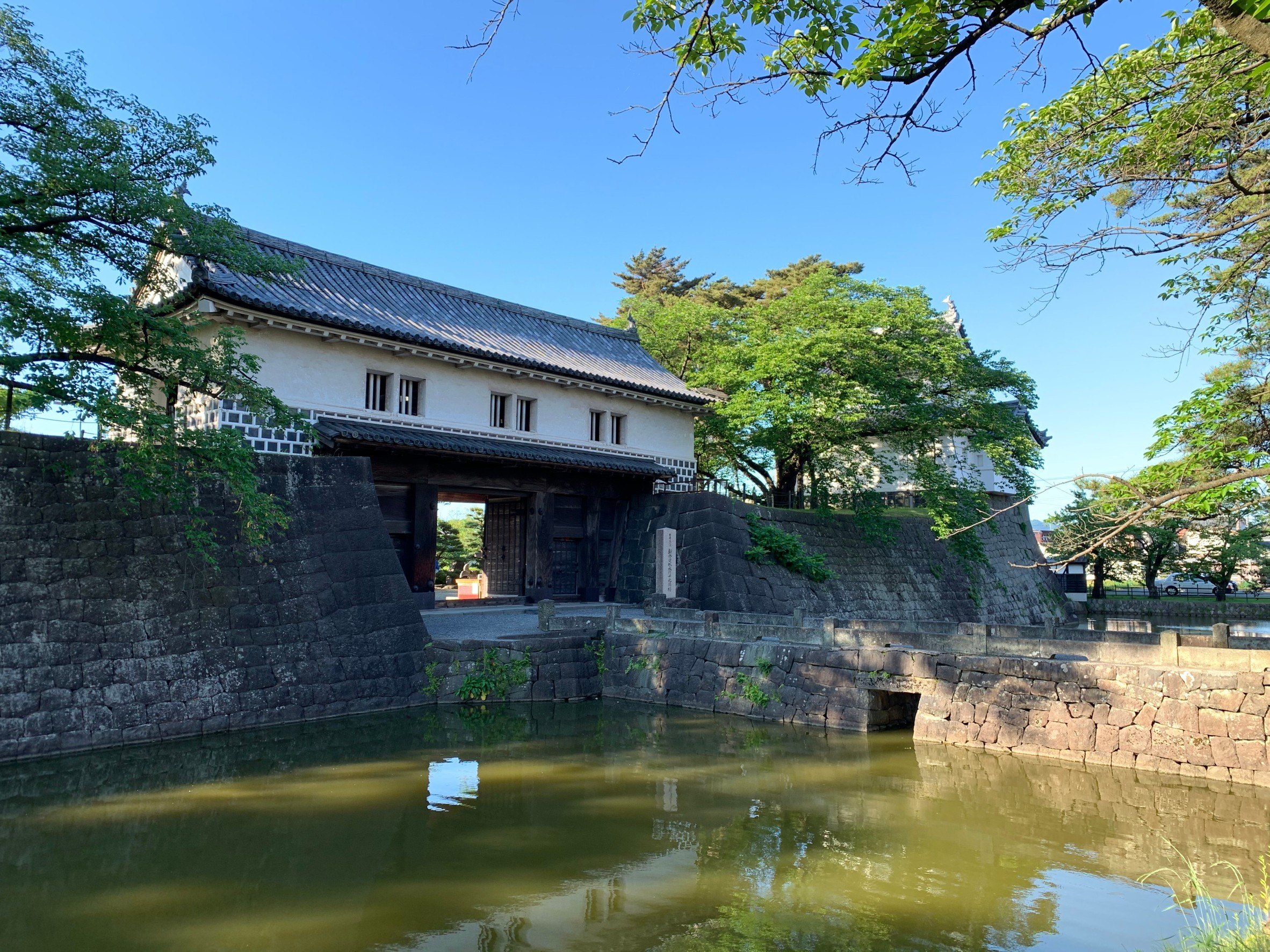
本丸表門（国の重要文化財）

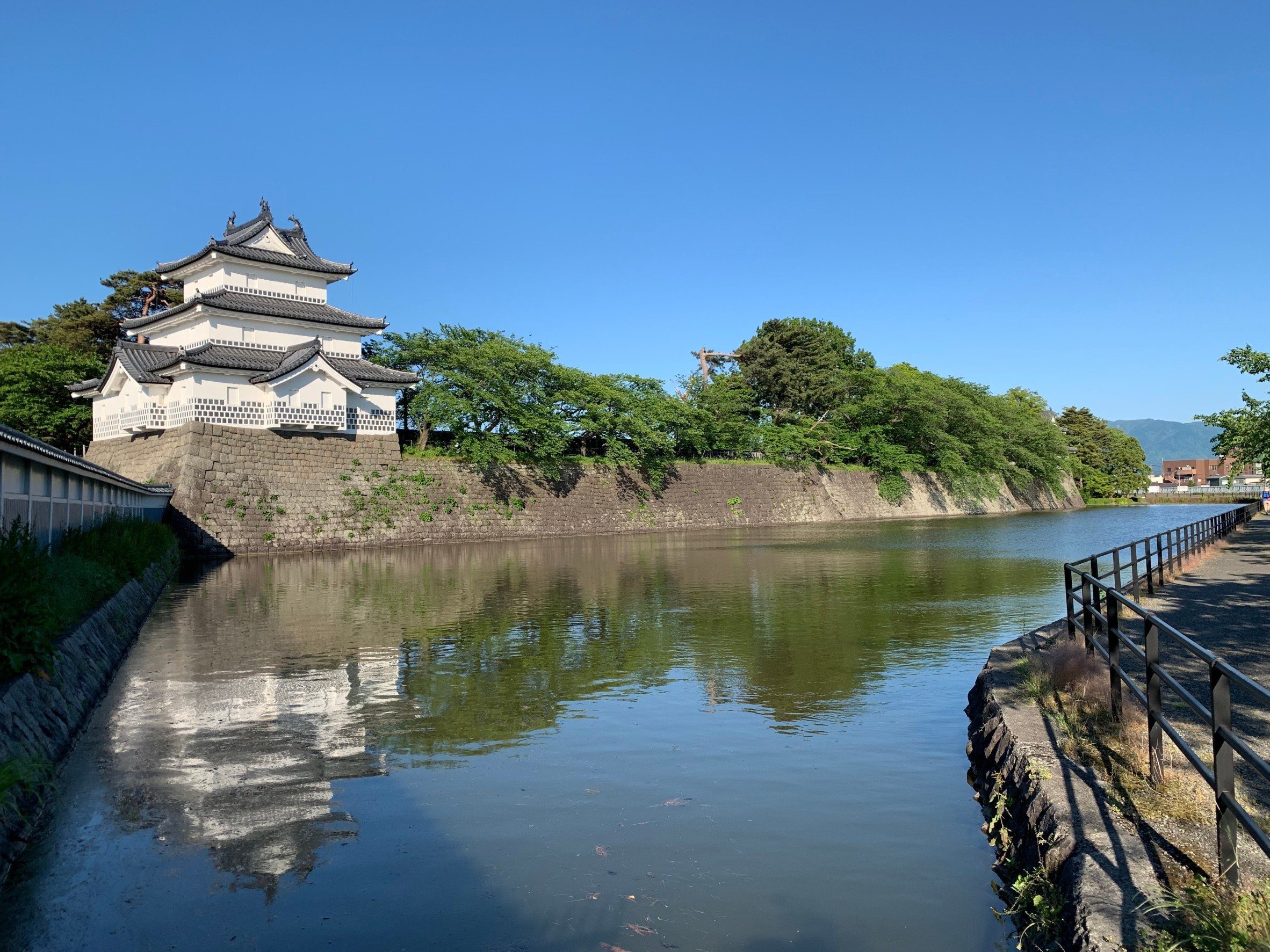
木造復元された三階櫓

新発田城（しばたじょう）は、越後国蒲原郡新発田（現在の新潟県新発田市大手町）にあった日本の城。別名、菖蒲城（あやめじょう）。新発田藩の藩庁が置かれていた。

## 概要
城の北部を流れる加治川を外堀に利用した平城であり、本丸を中心に北の古丸と南の二の丸で囲い、その南側に三の丸を配する構造であった。現在は本丸の一部を除く全域と古丸全域、二の丸の一部が自衛隊駐屯地として利用され、本丸南側の石垣と堀、櫓門の本丸表門と二重櫓の二の丸隅櫓が現存。現存建築がある城跡としては新潟県内では唯一である。ほかに三階櫓や二重櫓の復元建築がある。また、石垣は本丸の表門側のみに前面乱積みの石垣がもちいられ、他は腰巻石垣や土居であったと考えられている。しかし寛文9（1669）年の大地震により、石垣が崩落しその復旧工事で、切込接布積に改められたとされる。

## 歴史・沿革

### 近代以前
最初に城が築かれた時期は不明だが、鎌倉時代初期に幕府設立に戦功のあった佐々木盛綱の傍系である新発田氏による築城と考えられている。代々新発田氏の居城となっていたが、天正9年（1581年）、新発田重家が上杉景勝に対して反乱を起こした（新発田重家の乱）。天正15年（1587年）、景勝方の攻勢により新発田城は落城。大名としての新発田氏は滅亡した。
その後上杉氏の会津転封に伴い、慶長2年（1597年）、溝口秀勝が6万石の所領を得て新発田に入封。新発田藩領内を治めるための拠点として新発田重家の旧城の地を選び、新発田城の築城を行っていった。城が完全な形となったのは承応3年（1654年）、3代宣直の時代といわれる。その後寛文8年（1668年）、享保4年（1719年）に火災によって城内建築に大きな被害を受けるが、その度に再建されている。

### 近現代
鎮台制の施行にあたり、政府は東京鎮台第1営所に新潟を選定し、歩兵第8大隊を配備することにした。しかし城下町ではない新潟には部隊を容れられる施設がなかったため、しばらく新発田城を営所とした。新発田城が臨時の営所として使われたのは明治4年（1871年）11月から新潟営所が完成し部隊が移転した明治5年（1872年）11月までである。明治6年（1873年）2月にいったんは廃城が決まったが、新潟営所が不適という理由で部隊不在のまま陸軍省管轄にとどめられた。結局1874年（明治7年）に歩兵第8大隊は新潟を引き払って高崎（現在の群馬県）に移ることになり、その一部である第2中隊が新発田城に入った。第2中隊は同年11月に歩兵第3連隊の第2大隊となり、この第2大隊が1884年（明治17年）6月に歩兵第16連隊に拡充し、敗戦まで新発田の郷土部隊となった。
長年に渡って城郭の復元を住民等に望まれ、近年より、明治初頭に撮影された古写真などを資料として考証・設計された在来の伝統的手法による復元の計画が進められ、2004年（平成16年）に三階櫓と辰巳櫓が復元され、辰巳櫓のみ、同年7月から一般公開されている。2006年（平成18年）4月6日、日本100名城（31番）に選定された。

## 建築

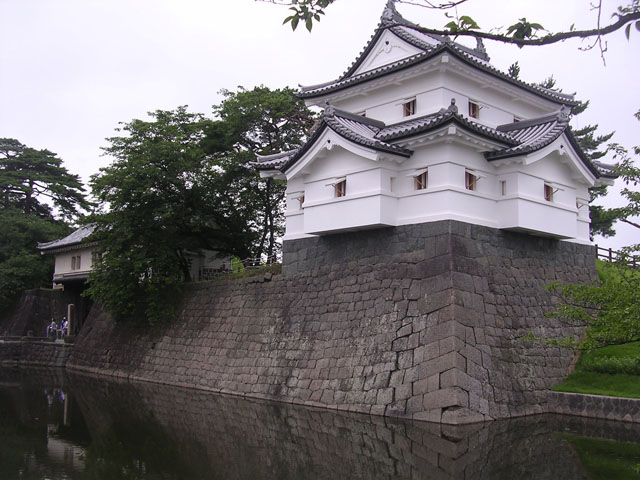
辰巳櫓（復元）

櫓の外壁には冬季の積雪への対策の意味もあり、海鼠壁（なまこかべ）が用いられていた。その他の塀や一部の櫓門には、下見板が張られていた。『正保城絵図』では屋根は茅葺となっている。
三階櫓
天守はなく、本丸の北西隅に三重櫓を上げて「三階櫓」と呼んでいた。幕府に遠慮し天守を公称しなかったが、三階櫓は新発田城における実質的な天守であった。承応3年（1654年）に創建されたものは、寛文8年（1668年）の火災により焼失し、現在復元されている姿のものは延宝7年（1679年）に再建されたものである。『正保城絵図』では二重櫓だが、他の櫓よりも大きく描かれている。
明治初期に撮影された写真によれば、続櫓（付櫓）を伴った複合式層塔型3重3階で、1重目の西面と南面に切妻破風を持った石落としを兼ねる出窓があり、3重目屋根の棟は丁字型に造られ、棟上には3匹の鯱が載せられている。1874年（明治7年）に破却された。
本丸表門
1732年に再建された現存の櫓門。2階に格子窓を設け、門の真上の床を外して石落としとする構造となっている。国の重要文化財。
旧二の丸隅櫓
層塔型2重2階の移築現存の二重櫓。1668年の大火後の建築。現在は、本丸鉄砲櫓の跡に移築されている。国の重要文化財。
本丸辰巳櫓
本丸の南東に建つ層塔型2重2階の二重櫓。三階櫓とともに木造で復元された。

### 近隣施設・関連建造物
- 清水谷御殿 - 新発田藩・溝口家の下屋敷。1693年（元禄6年）、4代藩主・重雄のときに完成。
- 宝光寺 - 同じく溝口家の菩提寺。山門は新発田市の有形文化財に指定されており、他にも市の有形文化財に指定された絵画、仏像等を有する。 境内には推定樹齢350年のしだれ桜がある。
- 新発田藩足軽長屋　- 新発田市諏訪町3丁目3番3号に所在。1969年12月18日に国の重要文化財に指定[12]。
- 堀部安兵衛武庸像 - 有志[13]により1984年に建立[14]。浪人後に高田馬場の決闘の主要人物、のち赤穂浪士となる。中山安兵衛の名でも知られる。武庸は元禄赤穂事件では「吉良家臣に罪はない」として吉良方を一人も斬殺していない[15] 。

## 現地情報
城郭跡の大部分は日本軍解体まで陸軍が置かれていたこともあり、現在も陸上自衛隊の駐屯地（新発田駐屯地）となっている。その関係により、城内の建築のうち建物の内部を観覧できるものは、二の丸隅櫓・本丸表門・辰巳櫓である。自衛隊の敷地内にある三階櫓の内部は公開されていない。
新発田城周辺は新発田城址公園として整備されており、憩いの場となっている。また城郭跡には、初代藩主・溝口秀勝の銅像が建っている。
下屋敷であった清水園（清水谷御殿）は国の名勝、同園内にある足軽長屋は国の重要文化財に指定されている。溝口家の茶寮であった五十公野御茶屋は国の名勝、新潟県の文化財に指定されている。

### 所在地
- 新潟県新発田市大手町6

### 交通アクセス
新発田城址公園#アクセスを参照。

## 特記事項
現在も城郭跡地の大部分が陸上自衛隊の新発田駐屯地となっているため、三階櫓に行けないなど、新発田城の観光地化の支障となっている。しかしその反面、ここを訪れる観光客の中では、城と重なる駐屯地の光景を見て、「戦国自衛隊のようである」と感想を漏らす人々が非常に多い。かつては浮船城、狐の尾引き城、あやめ城と呼ばれていた新発田城であるが、近年では戦国自衛隊の城という愛称で呼ばれることが増えてきている。